# 5264 Телеф
5264 Теле́ф (5264 Telephus) — астероїд головного поясу, відкритий 17 травня 1991 року.
Тіссеранів параметр щодо Юпітера — 2,656.
Назва - від Телеф (грец. Telephos) — син Геракла й Авги. Батько Кипариса.